# 酒井清治
酒井 清治（さかい きよじ、1949年 - ）は、日本の考古学者。学位は、博士。駒澤大学教授。駒澤大学考古学研究会顧問。

## 来歴
岐阜県出身。駒澤大学文学部歴史学科卒業。同大大学院人文科学研究科修士課程修了。同博士課程満期退学。駒澤大学文学部専任講師、助教授を経て、1997年4月に文学部歴史学科考古学専攻教授に就任。
1999年11月『古代窯業生産史の研究 』で駒澤大学より博士号（日本史学）を取得。
2003年4月から2004年3月まで韓国忠南大学校百済研究所にて在外研究。市川市博物館協議会委員長などを歴任

。
著書に『古代関東の須恵器と瓦』『土器から見た古墳時代の日韓交流』など。

## 著書
- 『須恵器集成図録〈第4巻〉東日本編2』雄山閣 1995.11
- 『古代関東の須恵器と瓦』同成社 2002.3
- 『土器から見た古墳時代の日韓交流』同成社 2013.3
- 『季刊考古学142号　須恵器の変容と各地の古墳文化』編著 雄山閣 2018.1.25[8]

「国立国会図書館サーチ」を参照